# Download to Donate: Tsunami Relief
Download to Donate: Tsunami Relief, nebo Download to Donate for Japan je kompilační album různých umělců z roku 2011. Výtěžek alba byl věnován organizaci Save the Children, která pomáhala obětem zemětřesení a tsunami v Tóhoku v roce 2011. Jedná se o třetí kompilační album z programu Download to Donate. Vydaly ho společnosti Warner Records a Machine Shop Records.

## Seznam skladeb
| #  | Název                              | Interpret(i)               | Délka |
| -- | ---------------------------------- | -------------------------- | ----- |
| 1  | "21 And Up"                        | The Red Jumpsuit Apparatus | 3:05  |
| 2  | "Hallucinations"                   | Angels & Airwaves          | 4:40  |
| 3  | "Best Places to Be a Mom"          | Taking Back Sunday         | 3:32  |
| 4  | "Bright Lights" (Live)             | Placebo                    | 3:30  |
| 5  | "Dr. Jekkyl & Mr. Fame"            | Black Cards                | 3:20  |
| 6  | "Home"                             | B'z                        | 4:14  |
| 7  | "Take It Easy" (Live)              | Surfer Blood               | 4:25  |
| 8  | "Running Away" (Acoustic)          | Hoobastank                 | 3:38  |
| 9  | "Shed Some Light" (Acoustic, Live) | Shinedown                  | 4:42  |
| 10 | "Song for a Soldier"               | Sara Bareilles             | 3:38  |
| 11 | "How He Loves" (Live)              | Flyleaf                    | 4:06  |
| 12 | "Right Here" (Live)                | Staind                     | 4:27  |
| 13 | "Sleazy" (Kesha cover)             | Ben Folds                  | 3:19  |
| 14 | "Relief Next to Me" (Live)         | Tegan and Sara             | 3:49  |
| 15 | "Starlight" (Live)                 | Slash feat. Myles Kennedy  | 6:03  |
| 16 | "Colorblind" (Live)                | Counting Crows             | 3:49  |
| 17 | "Man on the Moon" (Live)           | R.E.M.                     | 6:04  |
| 18 | "GMB"                              | Talib Kweli                | 5:06  |
| 19 | "Rhythm of Love" (Live)            | Plain White T's            | 3:25  |
| 20 | "Self Control"                     | Elliott Yamin              | 2:22  |
| 21 | "Witchcraft" (Live)                | Pendulum                   | 4:20  |
| 22 | "Saturday Night Again"             | Patrick Stump              | 3:45  |
| 23 | "Addicted" (Remix)                 | Enrique Iglesias           | 8:31  |
| 24 | "Issho Ni"                         | Linkin Park                | 3:51  |
| 25 | "Running with a Gun"               | Slightly Stoopid           | 2:59  |
| 26 | "The Hell Song" (Live)             | Sum 41                     | 3:41  |